# Abdou Diakhaté
Abdou Lahat Diakhaté, född 31 december 1998 i Dakar i Senegal, är en senegalesisk fotbollsspelare (mittfältare) som spelar för Paternò.

## Karriär
Diakhaté spelade som junior för italienska Fiorentina. I januari 2019 värvades Diakhaté av Parma, där han skrev på ett 4,5-årskontrakt. Diakhaté debuterade i Serie A den 26 maj 2019 i en 2–1-förlust mot AS Roma, där han blev inbytt i den 90:e minuten mot Mattia Sprocati. I juli 2019 blev Diakhaté utlånad till belgiska Lokeren på ett säsongslån. I oktober 2020 gick han till slovenska Gorica.
I februari 2022 blev Diakhaté klar för spel i italienska Signa 1914. Under hösten 2022 spelade han för Sona. Den 30 december 2022 blev Diakhaté klar för spel i Serie D-klubben Paternò.